# Capriglio
Capriglio ist eine Gemeinde in der italienischen Provinz Asti (AT), Region Piemont.

## Lage und Einwohner
Capriglio liegt 27 Straßenkilometer nordwestlich von der Provinzhauptstadt Asti entfernt. Das Gemeindegebiet umfasst eine Fläche von 5 km² und hat 305 Einwohner (Stand 31. Dezember 2023). Die Nachbargemeinden sind Buttigliera d’Asti, Castelnuovo Don Bosco, Cerreto d’Asti, Montafia, Passerano Marmorito und Piovà Massaia.

## Kulinarische Spezialitäten
In Capriglio werden Reben der Sorte Barbera für den Barbera d’Asti, einen Rotwein mit DOCG Status angebaut.

## Persönlichkeiten
- Margareta Occhiena (1788–1856), Mutter des heiligen Johannes Bosco